# Spytihněv II de Bohême
Spytihněv II, né en 1031 à Olomouc et mort le 28 janvier 1061 à Hradec, est un prince de la dynastie des Přemyslides, fils du duc Bretislav Ier de Bohême et de Judith de Schweinfurt. Il fut duc de Bohême de 1055 jusqu'à sa mort.

## Biographie
Spytihněv est le fils aîné de Bretislav Ier († 1055), duc de Bohême dès 1035, et de son épouse Judith († 1058), fille du comte Henri de Schweinfurt. Son père avait gardé jusqu'en 1039 de bonnes relations avec l'autorité impériale ; cela a changé avec sa campagne contre le royaume de Pologne, ce qui a provoqué le mécontentement de Henri III, roi des Romains. Spytihněv passa du temps pris en otage à la cour impériale, les forces de Henri ont néanmoins envahi la Bohême en 1040 et l'année suivante, Bretislav se soumit à Ratisbonne.
Après son retour, Spytihněv reçoit les seigneuries d'Olomouc et de Žatec en Moravie. En 1054, il épousa Ide (Hilda), une fille du margrave Thierry Ier de Lusace appartenant à la maison de Wettin.
Succédant à son père en 1055, il s'est rendu à Ratisbonne pour recevoir l'investiture impériale, aussitôt après son avènement. Cet acte de déférence ne l'empêche pas peu de temps après d'expulser tous les Allemands de ses États ce qui indiquait clairement une nouvelle politique qu'il poursuivra jusqu'à sa mort.
Les papes virent l'importance particulière de la Bohême en cas de conflit avec l'empereur ils cherchèrent donc à attirer ses chefs dans l'orbite de leur politique. Là réside sans doute l'explication du privilège spécial qu'accorda Rome au duc Spytihnev II et à son frère et successeur Vratislav II qui eurent en effet le droit contre un tribut annuel de 100 marks au port de la mitre et de la tunique qui fut réservée aux abbés et aux évêques à dater de la seconde moitié du XIIe siècle. Sous le règne du Spytihněv II est construite une basilique romane qui avec la rotonde de Venceslas Ier est à l'origine de la future cathédrale Saint-Guy de Prague.
Soucieux de maintenir la cohésion de son État, Spytihněv II tente d'évincer ses frères de leurs apanages en Moravie. Il fit arrêter 300 chefs moraves au château de Chrudim et dépouille ses frères du gouvernement de la province. Il expulse ainsi Vratislav d'Olomouc qui se réfugie en Hongrie et ne pouvait pas retourner à Moravie sur la demande du roi André Ier avant 1058.

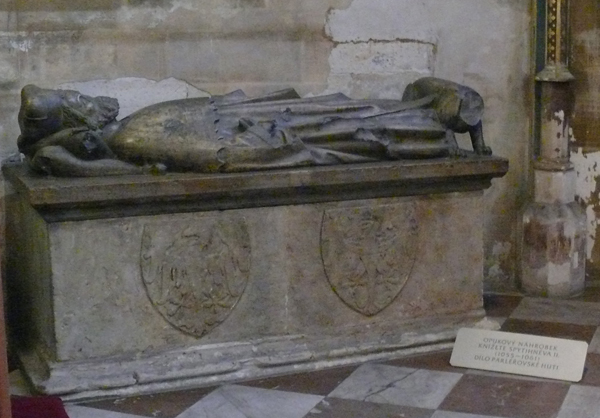
Tombe de Spytihněv II dans la cathédrale Saint-Guy de Prague.

Après sa mort prématurée le 28 janvier 1061, son jeune fils Svatobor est écarté de sa succession au profit de son oncle Vratislav II.

## Union et descendance
En 1054, Spytihnev avait épousé Hilda de Wettin dont :
- Svatobor-Frédéric (mort le 23 février 1086), entré dans les ordres et devient patriarche d’Aquilée en 1084.